# 皮修斯
皮修斯（英語：Phileos, Phiteus, Pythius, or Pytheus），约活动于公元前4世纪前后。古希腊建筑家之一。他长年于普里埃内活动。他设计了哈利卡纳苏斯的马乌索卢斯神庙以及普里埃内的“城邦守护神”神庙等建筑作品。这两座建筑均采用了爱奥尼亚柱式，他曾著有与其相关的建筑著作，但现均以失传。